# 128343 Brianpage
128343 Brianpage este o planetă minoră (asteroid) din centura de asteroizi. A fost descoperită pe 11 aprilie 2004 la Catalina Station⁠(d) de Catalina Sky Survey. 
Obiectul prezintă o orbită caracterizată de o semiaxă mare de 2,6874491452252 UAi, o excentricitate de 0,19, o înclinație de 7,1 ° în raport cu ecliptica.